# Басейн Кейн
Басейн Кейн (на английски: Kene Basin; на датски: Kene Bassin) е заливовидно уширение на Северния Ледовит океан между островите Елисмиър на запад и Гренландия на изток. На север чрез протока Кенеди, Басейна Хол и протока Робсън се свързва с Море Линкълн, а на юг чрез протока Смит – с Бафиново море. Дължината му от североизток на югозапад е 180 km, а площта – около 24 000 km². Максималната му дълбочина е до 384 m. Бреговете му са високи, стръмни и силно разчленени от дълбоко навлизащи в сушата заливи и фиорди: Доби, Принцеса Мери и др. (на запад), Кас фиорд, Пибоди (на изток). От изток в залива Пибоди се „влива“ големия континентален ледник Хумболт. В югозападната му част, в близост до остров Елисмиър е разположен остров Пим. Почти целогодишно е покрит с дрейфуващи ледове. 
Басейнът Кейн е открит през 1854 г. от американския полярен изследовател Илайша Кент Кейн (1820 – 1857) и впоследствие е наименуван в негова чест.